# 엘튼 브랜드
엘튼 타이런 브랜드(영어: Elton Tyron Brand, 1979년 3월 11일 ~ )는 미국의 은퇴한 농구 선수로 포지션은 파워 포워드, 센터이다.